# لوزیتسا (استان بورگاس)
لوزیتسا (به بلغاری: Lozitsa) یک منطقهٔ مسکونی در بلغارستان است که در استان بورگاس واقع شده‌است.